# Łaszówka
Łaszówka – wieś sołecka w Polsce położona w województwie mazowieckim, w powiecie kozienickim, w gminie Kozienice.
Łaszówka, podobnie jak i pobliska Selwanówka, założona została przez rosyjskiego oficera Selwana, donatariusza majoratu ryczywolskiego.
W latach 1975–1998 miejscowość administracyjnie należała do województwa radomskiego.
Wierni kościoła rzymskokatolickiego należą do parafii św. Katarzyny w Ryczywole.